# Horace Vere

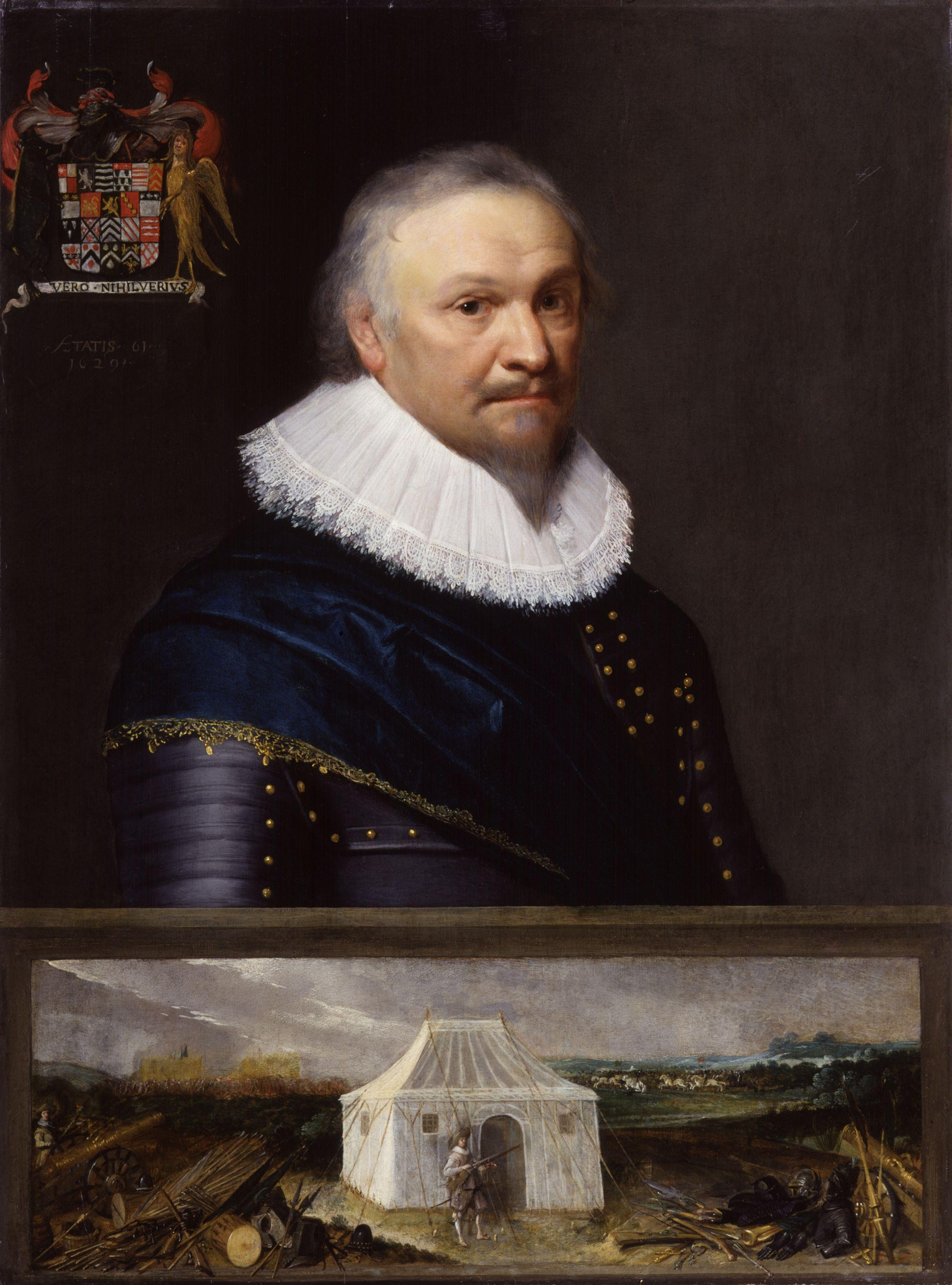
Horatius Vere

Horace Vere (1565 - 1635) (ook wel Horatius Vere) was een Engels militair en was actief in de Dertig- en Tachtigjarige Oorlog. Hij was de zoon van Geoffrey Vere en de broer van Francis Vere. In de Tachtigjarige Oorlog nam hij onder meer deel aan de Slag bij Nieuwpoort (1600), het Beleg van Groenlo (1627) en het Beleg van Maastricht (1632), waar hij een deel van de infanterie onder zijn hoedde had. Hij werd benoemd tot Baron Vere of Tilbury.